# Rejon niżniewartowski
Rejon Niżniewartowski (ros. Нижневартовский район) – najważniejszy rejon wchodzący w skład położonego w północno-zachodniej Syberii w azjatyckiej części Rosji Chanty-Mansyjskiego Okręgu Autonomicznego – Jugry.

## Położenie
Rejon Niżniewartowski położony jest we wschodniej części Chanty-Mansyjskiego OA. Od północy rejon graniczy z Jamalsko-Nienieckim Okręgiem Autonomicznym, od wschodu – z Krajem Krasnojarskim, od zachodu – z Rejonem Surguckim Chanty-Mansyjskiego OA, a od południa – z obwodem tomskim.
Obszar ten położony jest w północno-zachodniej Azji, na Nizinie Zachodniosyberyjskiej.

## Powierzchnia
Rejon Niżniewartowski ma powierzchnię 118,5 tys. km², na którą składają się silnie zabagnienie tereny położone w dorzeczach rzek Wach i Agan – dopływach Obu, oraz w dorzeczu samego Obu.
Na terenie rejonu znajdują się liczne jeziora, spośród których kilka tysięcy posiada powierzchnię przekraczającą 1 ha., zaś wielkość największego przekracza 100 km²
Lasy (o charakterze tajgowym) stanowią ponad 55% powierzchni rejonu.

### Główne rzeki
- Wach – 1355 km,
- Agan – 776 km,
- Kołek-Egan – 553 km,
- Sabun – 553 km,
- Kułun-Igoł – 520 km,
- Ob – 130 km (na terenie Rejonu).

### Największe jeziora
- Torm-Emtor – 126 km²,
- Samotłor – 64 km²,
- Ełłe-Pugoł-Emtor – 48 km²,
- Imn-Łor – 38 km²,
- Wieś-Emtor – 36 km².

## Ośrodek administracyjny
Ośrodkiem administracyjnym rejonu jest miasto Niżniewartowsk, liczące 240 067 mieszkańców (2005 r.), tj. ponad siedmiokrotnie więcej niż ludność całego, liczącego ponad 100 tys. km² Rejonu. Miasto to nie wchodzi jednak w skład tej jednostki administracyjnej i stanowi miasto wydzielone.

## Klimat
Rejon Niżniewartowski leży w strefie klimatów umiarkowanych, wybitnie kontynentalnych. Cechuje go m.in. duża różnica temperatur między latem a zimą. Latem średnia temperatura wynosi ok. 17 °C, zaś zimą –24 °C. Najniższą zarejestrowaną temperaturę –59,3 °C zanotowano w 1973 r.

## Ludność
Rejon zamieszkuje 34 047 osób (2005 r.), z czego w osadach miejskich mieszka 26 080, zaś na wsiach – 7967 ludzi.
Na terenie rejonu znajdują się 23 miejskie i wiejskie osady (oraz 5 dużych miast, niewchodzących w skład rejonu, stanowiących wyłączone z jego powierzchni, opisane niżej miasta wydzielone).
Ludność miejska stanowi ponad 3/4 populacji.
Ludność rejonu stanowią głównie Rosjanie i przedstawiciele innych narodów europejskich, które zasiedliły obszary Jugry, m.in. Ukraińcy, Białorusini i Tatarzy.
W rejonie zamieszkuje także pewna grupa rdzennej ludności zachodniej Syberii. Jej liczba jest szacowana na nieco ponad 2.000 osób, spośród których ok. 84% stanowią Chantowie, 13% – Nieńcy, a 2% – Mansowie.

### Miasta wydzielone
Na terytorium rejonu położone jest 5 dużych miast, w których zamieszkuje blisko 400 000 ludzi. Są to: Łangiepas, Megion, Niżniewartowsk, Pokaczi i Radużny. Nie wchodzą one jednak w skład rejony, lecz, tak jak inne duże miasta okręgu – stanowią one miasta wydzielone w składzie Chanty-Mansyjskiego Okręgu Autonomicznego – Jugry.

## Gospodarka
W Rejonie Niżniewartowskim znajdują się liczne, bardzo bogate złoża ropy naftowej i gazu ziemnego. Rejon ten jest rosyjskim centrum wydobycia tych surowców, dostarcza on 50% całego rosyjskiego wydobycia ropy i niewiele mniejszą część pozyskiwanego w Rosji gazu.